# Laissez-faire
Laissez-faire (francia: IPA: lɛsefɛʁ,  kiejtése, jelentése: engedd meg) a neve annak a felfogásnak, hogy a kormányzatnak csak a lehető legkisebb mértékben szabad befolyásolnia a gazdasági tevékenységeket, a döntéseket a piacra kell hagynia.

## Jellemzői
A klasszikus közgazdászok, például Adam Smith megfogalmazásában: a kormányzat szerepe korlátozódjék a törvény és a rend fenntartására, az ország védelmére, valamint azon közjavak nyújtására, amelyek termelésére a magánvállalatok nem vállalkoznak (pl. közegészségügy, köztisztaság).
A laissez-faire gazdaság tiszta formában soha nem létezett, bár a 19. századi Anglia közel állt ehhez, illetve a 19. században sok kormányzat vallotta ezt a nézetet (a gazdasági döntéseket a piacon a kínálat és a kereslet határozza meg), ezért ez a laissez-faire évszázada lett Európában és Észak-Amerika jelentős részén.